# Centro de Ciencias de Singapur
El Centro de Ciencias de Singapur (en inglés, Science Centre Singapore), anteriormente conocido como Singapore Science Centre, es una institución científica ubicada en Jurong East, Singapur, especializada en la promoción de la educación científica y tecnológica para el público en general. Alberga más de 850 exhibiciones en ocho galerías de exhibición y recibe más de un millón de visitantes cada año. 

## Historia
El Science Centre se separó del Museo Nacional de Singapur como una institución independiente para que este último pudiera centrarse en sus colecciones artísticas e históricas. Esta idea fue propuesta por primera vez en 1969 por el antiguo Consejo de Ciencias de Singapur, ahora conocido como la Agencia para la Ciencia, la Tecnología y la Investigación (A*Star), y fue aprobada por el gobierno.

El diseño del edificio del SCS fue seleccionado a través de un concurso de arquitectura organizado por la Junta del Science Centre, en el que se eligió la entrada de los arquitectos Raymond Woo. Construido a un costo de S$12 millones en un terreno de 60.000 m² en Jurong East, fue inaugurado oficialmente el 10 de diciembre de 1977 por el Dr. Toh Chin Chye, el ministro a cargo del centro.

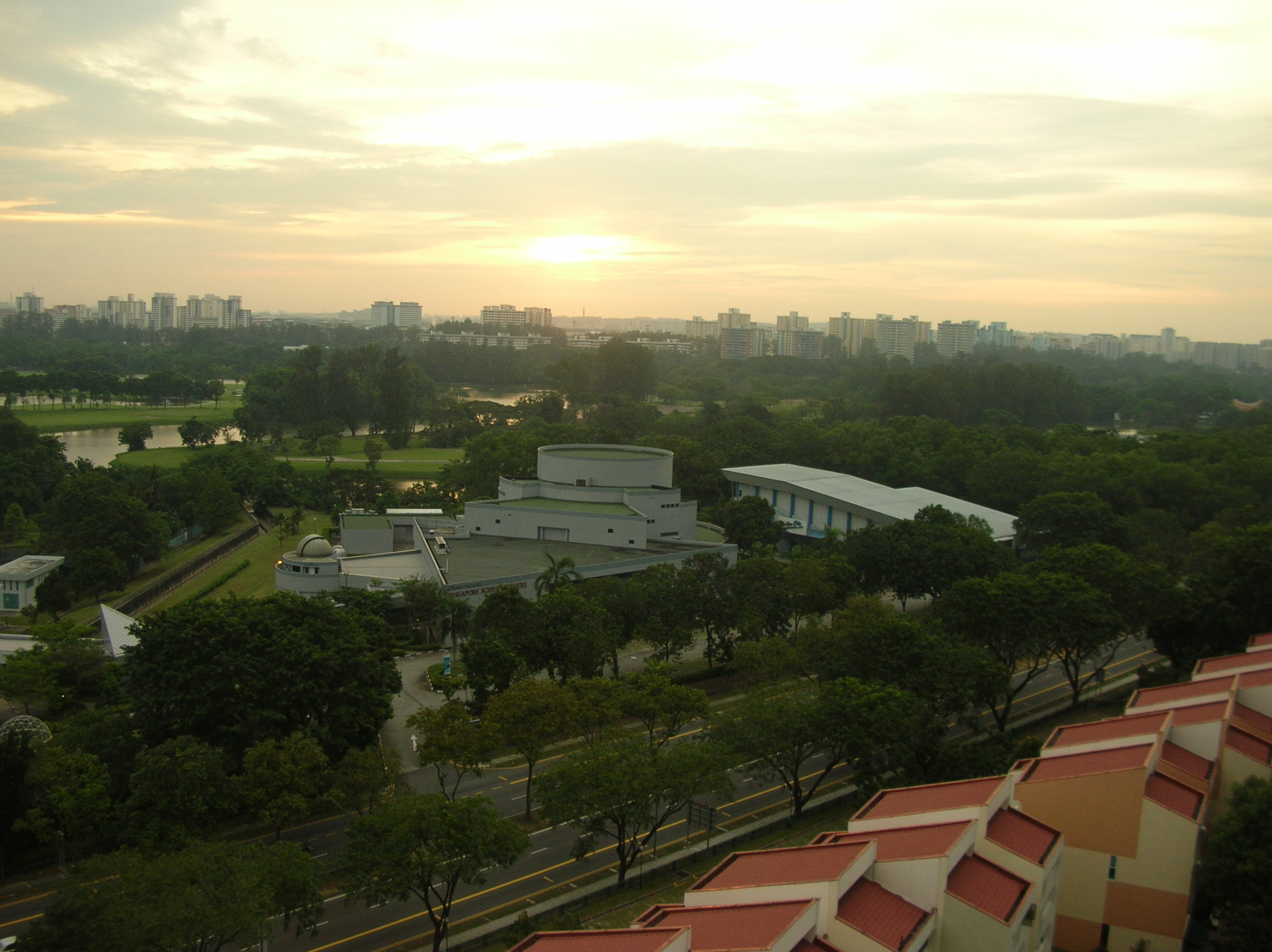
Vista aérea del Science Centre por la noche

En 1987, el centro experimentó una expansión significativa con la apertura del primer y único teatro OMNIMAX de Singapur, el Omni-Theatre. Con un costo de US$18 millones, cuenta con un teatro de 276 asientos debajo de una cúpula inclinada de 23 metros.
En 1999, una renovación de US$38 millones amplió el espacio de exhibición del centro con áreas abiertas más grandes, una conexión directa al edificio separado del Omni-Theatre, así como una nueva entrada. En 2000, se estableció Snow City, una recreación de un entorno a -5 °C en la tropical Singapur, junto al Omni-Theatre.
El 7 de diciembre de 2007, en su año de 30 aniversario, el centro cambió su nombre de Singapore Science Centre a Science Centre Singapore (SCS).

## Observatorio

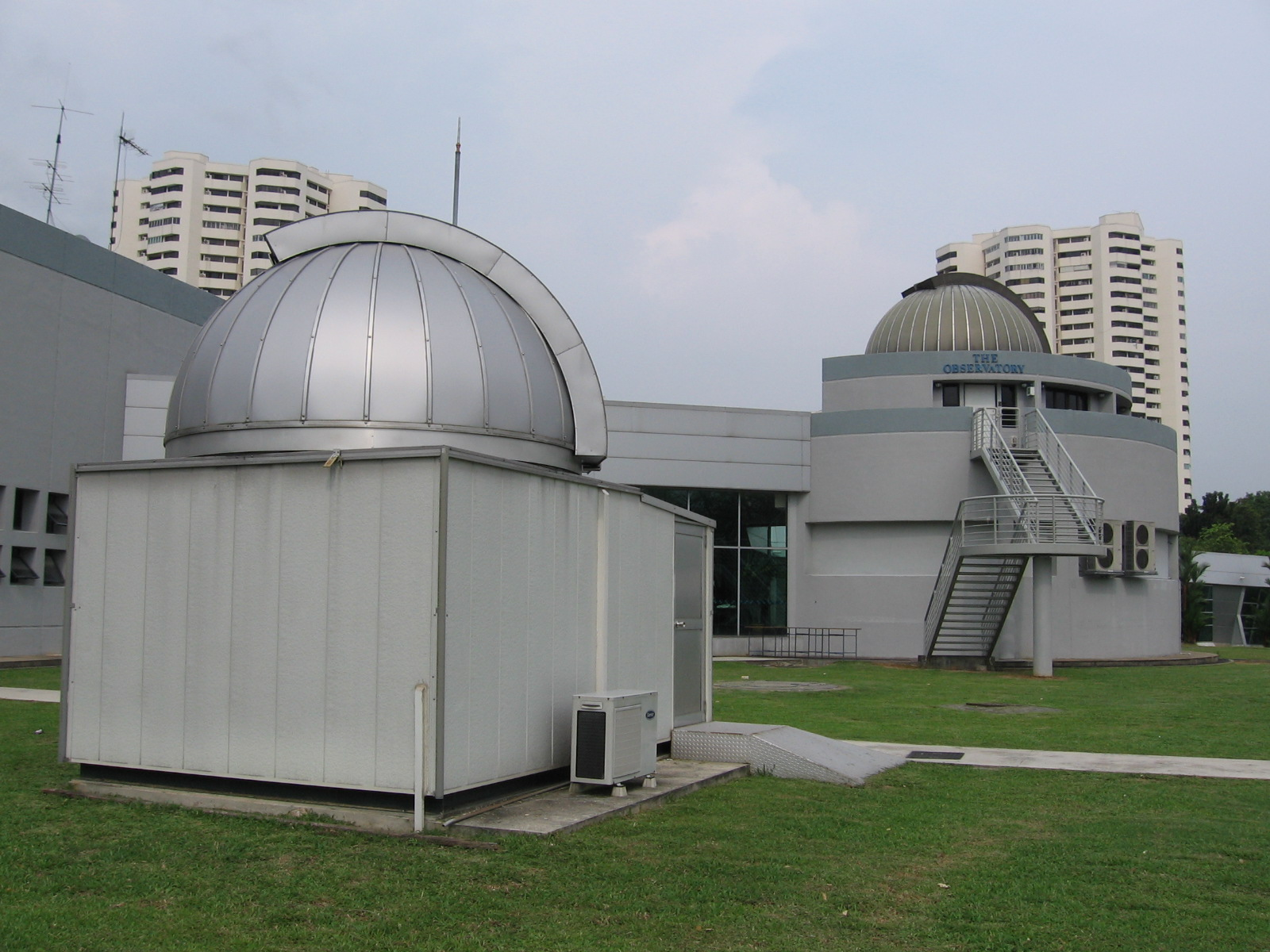
El Observatorio del Centro de Ciencias es uno de los pocos observatorios del mundo situados junto al Ecuador

### Localización
El Observatorio del Centro de Ciencias está situado a 15,27 m sobre el nivel medio del mar y es uno de los pocos observatorios del mundo situados junto al ecuador. Su posición única permite observar constelaciones tanto en el hemisferio celeste norte como en el hemisferio celeste sur.

### Telescopio
El telescopio principal del Observatorio es un 40 centímetros Cassegrain reflector de una distancia focal combinada de 520 cm. El subtelescopio es un 15 cm apocromático refractor Kepler con una distancia focal de 180 cm. La montura ecuatorial para los telescopios se diseñó para la ubicación única de Singapur; la Yugo inglés que la acompaña proporciona la estabilidad necesaria para los mecanismos de accionamiento y seguimiento. La cúpula de acero inoxidable 5,5 m puede girar en cualquier dirección y su obturador puede abrirse para enfocar objetos interesantes en el cielo.

### Sesiones de observación de estrellas
El Observatorio está abierto al público para sesiones de observación de estrellas todos los viernes por la noche desde junio de 2006. El horario de apertura es de 19.50 a 22.00 horas. El Observatorio puede acoger cómodamente a 50 visitantes por sesión. Es importante señalar que la observación de estrellas a través del telescopio del observatorio sólo es posible cuando el cielo está despejado. Sin embargo, independientemente de las condiciones meteorológicas, el personal estará presente.

## Planes de reubicación
El 4 de abril de 2008, la Autoridad de Reurbanización Urbana anunció planes para reubicar el Centro de Ciencias junto a la estación de MRT Chinese Garden en un plazo de diez a quince años.
El 24 de mayo de 2019, la junta del Centro de Ciencias adjudicó a un equipo multidisciplinar dirigido por Arquitectos 61 el diseño del nuevo centro, que se espera esté listo para 2025. Afirmó que el equipo, que incluye a los arquitectos Zaha Hadid, presentó la "mejor propuesta que reflejaba la audacia del esfuerzo científico y las aspiraciones de Stem centradas en el futuro".
El nuevo diseño se dio a conocer el 2 de diciembre de 2022, y su finalización está prevista ahora para 2027.